# 方濟各·阿爾瓦雷斯·馬丁內斯
方濟各·阿爾瓦雷斯·馬丁內斯（西班牙語：Francisco Álvarez Martínez；1925年7月14日—2022年1月5日）是天主教西班牙司鐸級樞機及托萊多總教區榮休總主教。

## 生平
方濟各於1925年7月14日在西班牙阿斯圖里亞斯利亞內拉出生。他於1950年6月11日晉鐸。
他於1973年6月3日晉牧，並獲教宗保祿六世任命為天主教塔拉索納教區主教。他於1976年12月20日至1989年5月12日期間出任卡拉奧拉暨拉卡爾薩達-洛格羅尼奧教區主教，1995年6月23日至1989年5月12日期間出任奧里韋拉-阿利坎特教區主教。
他於1995年6月23日改任托萊多總教區總主教，1996年短暫兼任昆卡教區宗座署理。教宗若望保祿二世於2001年2月21日將他冊封為司鐸級樞機。他於2002年10月24日榮休，安多尼·卡尼薩雷斯·廖韋拉接任西維爾總教區正權總主教。他曾參與2005年教宗選舉秘密會議。